# Raveo
Raveo (furlanisch Raviei) ist eine Gemeinde (comune) in der Region Friaul-Julisch Venetien im Nordosten Italiens und hat 437 Einwohner (Stand 31. Dezember 2023). Die Gemeinde liegt etwa 49,5 Kilometer nordnordwestlich von Udine am Degano und im Val Degano in Karnien und gehört zur Comunità Montana della Carnia.

## Geschichte
Der Ort wurde erstmals 1234 urkundlich erwähnt. 1976 zerstörte ein Erdbeben Teile der Gemeinde.

## Veranstaltung
Der Markt Sapori di Carnia („Der Geschmack Karniens“) mit typischen landwirtschaftlichen Genuss-Spezialitäten findet seit 1986 alljährlich am zweiten Sonntag im Dezember statt.

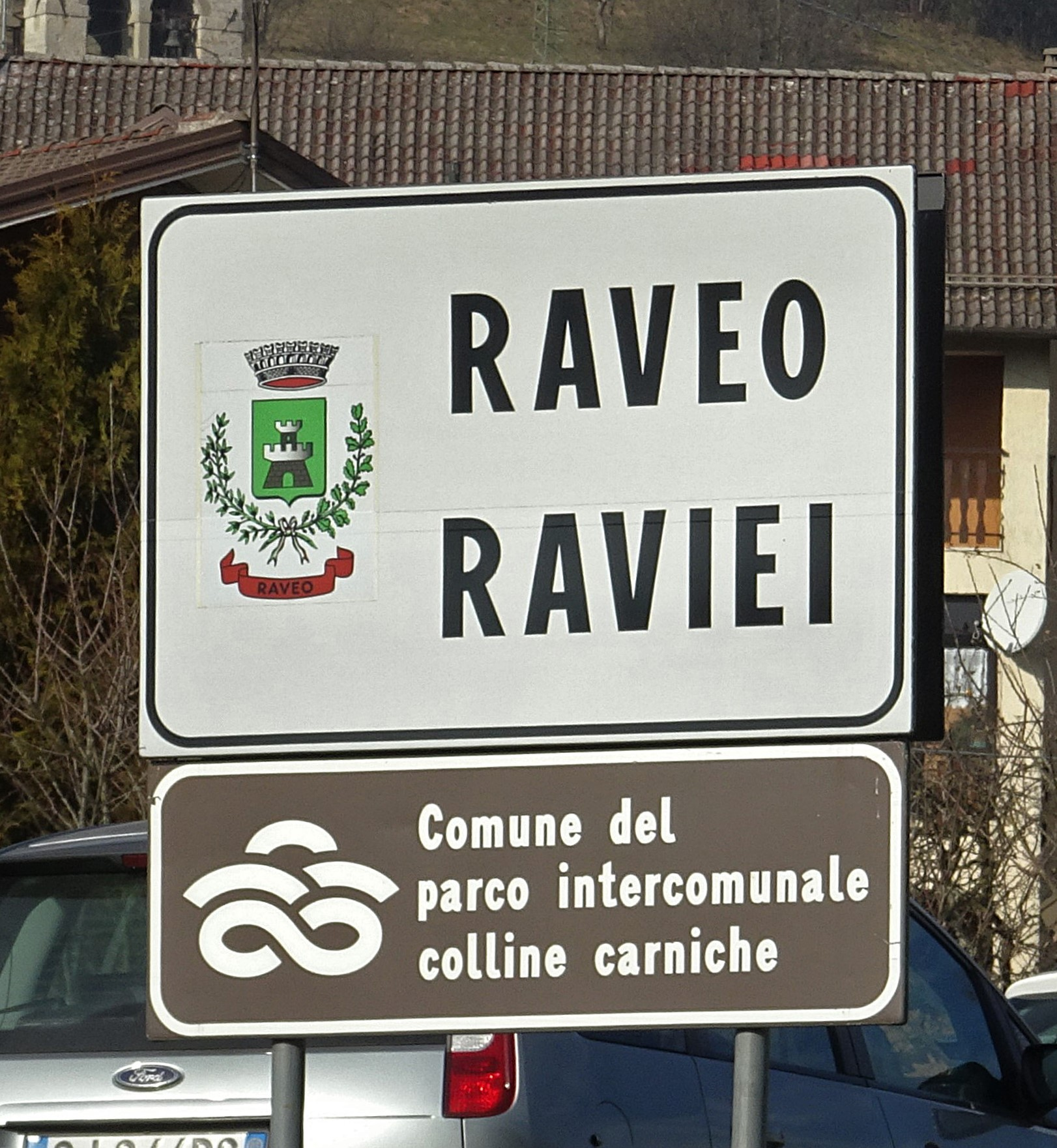
Zweisprachiges Ortsschild